# Tatarstan Open 2013
Il Tatarstan Open 2013 è stato un torneo di tennis facente parte della categoria ITF Women's Circuit nell'ambito dell'ITF Women's Circuit 2013. È stata l'edizione del torneo che si è giocato a Kazan' in Russia dal 26 agosto al 1º settembre 2013 su campi in cemento e aveva un montepremi di $50,000+H.

## Partecipanti

### Teste di serie
| Nazionalità | Giocatrice         | Ranking* | Testa di serie |
| ----------- | ------------------ | -------- | -------------- |
| Ucraina     | Nadežda Kičenok    | 121      | 1              |
| Polonia     | Magda Linette      | 158      | 2              |
| Russia      | Marta Sirotkina    | 187      | 3              |
| Germania    | Anna-Lena Friedsam | 196      | 4              |
| Ucraina     | Ljudmyla Kičenok   | 216      | 5              |
| Russia      | Arina Rodionova    | 220      | 6              |
| Bielorussia | Ilona Kramen'      | 223      | 7              |
| Ucraina     | Kateryna Kozlova   | 234      | 8              |

- Ranking al 19 agosto 2013.

### Altre partecipanti
Giocatrici che hanno ricevuto una wild card:
- Elizaveta Kuličkova
- Polina Novoselova
- Evgenija Rodina
- Sabina Shaydullina

Giocatrici che sono passate dalle qualificazioni:
- Ekaterina Aleksandrova
- Anastasia Frolova
- Anastasiya Saitova
- Anastasіja Vasyl'jeva

## Vincitrici

### Singolare
Anna-Lena Friedsam ha battuto in finale  Marta Sirotkina con il punteggio di 6–2, 6–3

### Doppio
Valentina Ivachnenko /  Kateryna Kozlova hanno battuto in finale  Başak Eraydın /  Veronika Kapšaj con il punteggio di 6–4, 6–1